# Mikael Ingemyr
Nils Mikael Ingemyr, född 8 januari 1991, är grundare och var från 2016 till 2024 generalsekreterare för Astronomisk Ungdom,   
Han är publicerad astronom, styrelseledamot i Svenska astronomiska sällskapet, samt tidigare förbundsordförande för Unga Forskare.
Ingemyr gjorde under sin tid på Rymdgymnasiet i Kiruna ett gymnasiearbete där han bestämde storleken på exoplaneten WASP-12b med hjälp av passagemetoden, och med detta gymnasiearbete fick han Unga Forskares RSI-stipendium till MIT. Hans forskningsarbete vid MIT blev sedan publicerat i The Astrophysical Journal 2011.
Han har fått asteroiden 12311 Ingemyr namngiven efter sig, och har även medverkat som rymdexpert i Barnkanalen.
År 2017 blev han medtagen på TCO:s lista över framtidens 99 mäktigaste personer.